# Herb powiatu lublinieckiego
Herb powiatu lublinieckiego – symbol powiatu lublinieckiego. 

## Wygląd i symbolika
Herb przedstawia na tarczy dzielonej w odwróconą literę „T” w polu pierwszym błękitnym złotego orła śląskiego o dziobie i szponach czerwonych, w polu drugim czerwonym osiem gwiazd złotych sześcioramiennych w słup, w układzie 3–2–3, a w polu dolnym złotym koronę książęcą.